# Frank Baumann
Frank Baumann (født 29. oktober 1975 i Würzburg, Vesttyskland) er en tidligere tysk fodboldspiller, der spillede som midtbanespiller hos Bundesliga-klubberne SV Werder Bremen og 1. FC Nürnberg. Mest succes havde han hos Werder Bremen. Her vandt han i 2004 Bundesligaen, og i både 2004 og 2009 DFB-Pokalen.

## Landshold
Baumann nåede gennem sin karriere at spille 28 kampe for Tysklands landshold, som han debuterede for den 14. november 1999 i en kamp mod Norge. Han var efterfølgende en del af den tyske trup til både VM i 2002, hvor holdet nåede finalen, samt til EM i 2004.

## Titler
Bundesligaen
- 2004 med Werder Bremen

DFB-Pokal
- 2004 og 2009 med Werder Bremen